# Kastro Zizo
Kastro Zizo, właściwie Klevis Bega (ur. 18 maja 1984 w Tiranie) - albański piosenkarz i aktor.

## Życiorys
W latach 2006–2009, 2011, 2014-2015 i 2017-2019 wziął udział w festiwalu muzycznym Kënga Magjike.

## Dyskografia[1]

### Albumy
| Rok  | Album           |
| ---- | --------------- |
| 2006 | Komplet-Komplot |
| 2020 | Karantina       |

### Teledyski
| Rok  | Teledysk               |
| ---- | ---------------------- |
| 2008 | Ja ke fut kot plako    |
| 2010 | Ketri, pula dhe njeriu |
| 2010 | M.F.                   |
| 2010 | Dita ime do te vij     |
| 2012 | Duart ne ajer          |
| 2012 | Ra faja                |
| 2013 | Silazh                 |
| 2013 | Serisht                |
| 2014 | Porno days             |
| 2014 | Papalove               |
| 2014 | Naten kur flija        |
| 2015 | Ndale                  |
| 2015 | Perfume                |
| 2016 | Pse ma lodhe...        |
| 2016 | Jepma jepma            |
| 2016 | My ex                  |
| 2017 | Maca                   |
| 2018 | Dita dites             |
| 2018 | Kenga e çajit          |
| 2018 | Çuna dhe goca          |
| 2018 | Bashke                 |
| 2018 | Ajo                    |
| 2019 | Culo                   |
| 2019 | Ne të 2                |
| 2020 | Jemi bashk             |
| 2021 | Mono                   |
| 2021 | Mall burri             |
| 2021 | Hana                   |

## Filmografia
| Rok  | Film              | Rola   |
| ---- | ----------------- | ------ |
| 2010 | Gjueti e Ndaluar  | Artan  |
| 2011 | Amnestia          | Berti  |
| 2011 | Out of touch      |        |
| 2012 | Pharmakon         | Branko |
| 2017 | Black Man         | Noel   |
| 2020 | Dilema e Ismailit |        |